# Home Again (The X-Files)
«Home Again» es el cuarto episodio de la décima temporada de The X-Files, emitido originalmente el 8 de febrero de 2016 en la cadena Fox en Estados Unidos. Escrito y dirigido por Glen Morgan, tuvo como estrellas invitadas a Tim Armstrong como El basurero, Sheila Larken como Margaret Scully y Veena Sood como la Dra. Louise Colquitt.

## Argumento
Mulder y Scully son enviados a investigar el asesinato de un funcionario de la ciudad, que parece haber sido mutilado de una forma que ningún ser humano podría haber cometido. En la escena del crimen, Scully recibe una llamada telefónica de su hermano mayor Bill, en Alemania, diciéndole que su madre tuvo un infarto, por lo que se fue a visitarla. En el hospital, nuevamente recibe otra llamada de su hermano mayor preguntando por el estado de su madre, y también se entera de que su madre había cambiado su testamento en vida, indicando que no intentaran resucitarla si estaba inconsciente o con soporte vital. Mulder luego se encuentra con Scully, quien le dice que su madre había preguntado por Charlie antes de caer en coma y había cambiado su testamento en vida sin consultarlo. Poco tiempo después, su madre es extubada y Scully recibe una llamada telefónica de su hermano menor, Charlie, quien habla con su madre por el altavoz. Al escuchar la voz de Charlie, su madre de repente abre los ojos y luego toma las manos de Mulder y dice «mi hijo también se llama William», muriendo poco después.
De vuelta en su investigación, Mulder y Scully rastrean a una criatura misteriosa conocida como el «Hombre de la nariz curita». Es una fuerza de destrucción, que destroza cuerpos, pero la causa de la ira es complicada. La criatura es la creación inadvertida de un artista callejero llamado «El basurero», quien dibujó la imagen de un defensor de las personas sin hogar. El basurero afirma que el Hombre de la nariz curita es una «forma de pensamiento». Mientras tanto, Scully tiene escenas retrospectivas sobre ella y el hijo de Mulder, William, quien fue dado en adopción para su protección.
Después de identificar al oficial de la ciudad Landry como la última víctima, Scully, Mulder y el basurero se dirigen al Hospital Franklin para evitar que el hombre de la nariz curita lo mate. Allí, Landry comienza a sentir un olor muy desagradable y se dirige a un corredor prohibido, donde se enfrenta a la criatura. Intenta huir y, al hacerlo, entra en una habitación donde es atacado por la criatura. Segundos después, los agentes y el basurero llegan a la habitación, solo para encontrar el cuerpo desmembrado de Landry y ningún rastro de la criatura, lo que llevó a Scully a preguntarse cómo salió la criatura de la habitación, dado que solo hay una puerta de salida y los gritos de Landry se escucharon hace pocos segundos.
El episodio termina con Mulder y Scully en una playa hablando sobre la interpretación de Scully de las últimas palabras de su madre, donde le dice a Mulder que su madre había preguntado por su hermano, a pesar de que él estaba fuera de la vida de su madre, porque su madre era responsable de él. como ellos, Mulder y Scully, lo son para su hijo, William.

## Producción
«Home Again» fue escrito y dirigido por el productor ejecutivo Glen Morgan. Las estrellas invitadas incluyen a Tim Armstrong como El basurero, Sheila Larken como Margaret Scully y Veena Sood como el Dr. Louise Colquitt. Morgan decidió incluir a Armstrong por ser fanático de la banda de punk rock Rancid de la cual Tim es miembro. Sood apareció previamente interpretando a un personaje diferente en el episodio «Shadows» de la primera temporada.

## Recepción
En su estreno inicial en los Estados Unidos el 9 de febrero de 2016, recibió 8,31 millones de espectadores, mostrando una ligera disminución comparado con la audiencia del episodio anterior de 8,37 millones.
«Home Again» fue recibido con opiniones positivas por parte de los críticos. En Rotten Tomatoes, el episodio recibió un índice de aprobación del 89 % y una puntuación media de 7,7/10. El consenso dice lo siguiente: «“Home Again” combina representaciones dramáticas con diversión escalofriante, todo en servicio de una historia que envía a los personajes a un viaje oscuro, personal».
Alan Sepinwall de HitFix calificó al episodio como «el más representativo, con elementos fundamentales de la serie original, y un excelente ejemplo de eso».